# Província de Vâlcea
La província de Vâlcea (també escrit Vîlcea; IPA: ['vɨl.ʧea]) és un judeţ, una divisió administrativa de Romania, a la regió d'Oltènia, amb capital a Râmnicu Vâlcea.

## Límits
- Província d'Argeş a l'est.
- Província de Gorj i província de Hunedoara a l'oest.
- Província de Sibiu i província d'Alba al nord.
- Província de Dolj i província d'Olt al sud.

## Demografia
El 2002, tenia 413,247 i una densitat de població de 72 h/km².
- Romanesos - un 98%[1]
- Gitanos, altres.

| Any  | Població |
| ---- | -------- |
| 1948 | 341,590  |
| 1956 | 362,356  |
| 1966 | 368,779  |
| 1977 | 414,241  |
| 1992 | 438,388  |
| 2002 | 413,247  |

## Divisió Administrativa
La Província té 2 municipalitats, 8 ciutats i 75 comunes.

### Municipalitats
- Râmnicu Vâlcea - capital; població: 119,581
- Drăgăşani

### Ciutats
- Băbeni
- Bălcești
- Băile Govora
- Băile Olănești
- Berbești
- Brezoi
- Călimănești
- Horezu
- Ocnele Mari

### Comunes
| - Alunu - Amărăşti - Bărbăteşti - Berislăveşti - Boişoara - Budeşti - Bujoreni - Buneşti - Câineni - Cernişoara - Copăceni - Costeşti - Creţeni - Dăeşti | - Dănicei - Diculeşti - Drăgoeşti - Fârtăţeşti - Făureşti - Frânceşti - Galicea - Ghioroiu - Glăvile - Goleşti - Grădiştea - Guşoeni - Ioneşti - Lăcusteni | - Lădeşti - Laloşu - Lăpuşata - Livezi - Lungeşti - Măciuca - Mădulari - Malaia - Măldăreşti - Mateeşti - Mihăeşti - Milcoiu - Mitrofani - Muereasca | - Nicolae Bălcescu - Olanu - Orleşti - Oteşani - Păuşeşti - Păuşeşti-Măglaşi - Perişani - Pesceana - Pietrari - Popeşti - Prundeni - Racoviţa - Roeşti - Roşiile | - Runcu - Sălătrucel - Scundu - Sineşti - Şirineasa - Slătioara - Stăneşti - Ştefăneşti - Stoeneşti - Stoileşti - Stroeşti - Şuşani - Suteşti - Tetoiu | - Titeşti - Tomşani - Vaideeni - Valea Mare - Vlădeşti - Voiceşti - Zătreni |